# Kieran McArdle
Kieran McArdle (né le 30 mai 1992) est un joueur professionnel de crosse évoluant au poste d'attaquant pour le Launch de Floride. Il est considéré comme le meilleur joueur jamais passé par l'Université de Saint John où il a établi de nombreux records. En 2014, pour sa première saison professionnelle, il inscrit 34 buts terminant ainsi 4e meilleur marqueur de la ligue. Il est alors élu Rookie de l'année.

## Carrière universitaire
McArdle réalise sa carrière universitaire au sein de l'Université Saint John.
Il est titulaire dès sa première saison à l'occasion de tous les matchs de son équipe, sauf un. Il termine second meilleur marqueur de l'effectif (21) mais s'impose comme le meilleur passeur (18 assistances). Lors de son premier match, face au College de la Sainte-Croix (College of the Holly Cross), il inscrit 3 buts et réalise 1 assistance.
En 2012, pour son année de sophomore, il devient le premier joueur de l'université à être nommé All-Americain depuis 1986. Il mène son équipe au nombre de buts (28) et d'assistances (32), établissant ainsi le plus grand nombre de points inscrits par un joueur de Saint John depuis la réouverture du programme en 2005. Pour son premier match de la saison, de nouveau face au College de la Sainte-Croix, il réalise encore une fois une grosse performance inscrivant 3 buts et réalisant 5 assistances.
Avec son coéquipier, Dillon Ayers, il devient le premier joueur de Saint John à être nommé dans la première équipe All-BIG EAST, distinguant les meilleurs joueurs de la conférence du même nom.
Toujours durant cette saison, lui et son équipe se qualifie pour la finale de la conférence en battant l'équipe rivale et largement favorite de l'Université Notre Dame en demi-finale. Les Red Storm de Saint John échouent par la suite en finale face à Syracuse.
En 2013, il termine leader de sa conférence pour le nombre de buts (36), d'assistances (49) et donc de points marqués, terminant avec une différence de 32 points sur le deuxième meilleurs pointeurs. Il devient le meilleur passeur et le meilleur pointeur de son université.
Au niveau national, il termine meilleur passeur (3.77 assistances par match) et deuxième au nombre de points inscrits. Il est nommé dans la seconde équipe All-American.

## Carrière professionnelle
McArdle est sélectionné en 5e position de la draft 2014 par le Launch de Floride.
Il finit sa première saison en MLL avec les honneurs puisqu'il est nommé Rookie de l'année après avoir engrangé 49 points.
Durant la saison 2015, il est sélectionné pour son premier All-Star Game à l'occasion duquel il marque à 4 reprises.
Après 13 matchs joués en saison régulière, Kieran McArdle s'impose comme le meilleur marqueur de la ligue (43 buts) et le second meilleur pointeur (58) à égalité avec Jordan Wolf. Il est devancé de peu par Rob Pannell des Lizards de New York.